# Alicia Monet
Alicia Monet (La Mesa, California; 16 de julio de 1964 – 12 de septiembre de 2002) fue una actriz pornográfica estadounidense.

## Biografía
Alicia Monet, nombre artístico de Lisa Sullivan, nació en la ciudad californiana de La Mesa, ubicada en el condado de San Diego, en julio de 1964. Comenzó a trabajar como estríper con 17 años y posteriormente como escort en el estado de Nevada. Decidió entrar en la industria pornográfica en 1987, a los 23 años.
Como actriz grabó para otros estudios como Zane, Fantasy Home Video, VCA Pictures, Fat Dog, Caballero, Moonlight, Cinderella, Vidco, Vivid, Cal Vista, Xplicit, Pleasure, Hustler Video o Pink Video, entre otros.
Dentro de la industria, Alicia Monet destacó en los Premios AVN por conseguir en 1988 la nominación a Mejor actriz revelación y un año después a la Mejor actriz de reparto por Goin’ Down Slow.
Apenas un año después de su primera película, Monet decidió retirarse como actriz en 1989, con 121 películas grabadas. Lejos de ser una retirada por falta de contratos, su salida se vio forzada tras los sucesos del rodaje de su última película como actriz, Perfect Stranger, en la que compartía escena con el actor italiano Rocco Siffredi. En un momento de la escena de ambos, en mitad de un sexo oral, concretamente una irrumación, Alicia mordió el miembro viril del actor, lo que llevó a parar el rodaje y a que Siffredi tuviera que ir al hospital.
Corrió el rumor, no confirmado, de que Monet perdió los estribos y se vio sobrepasada por los acontecimientos, dándole un ataque de histeria que le llevó a abandonar el plató desnuda y siendo detenida posteriormente por la policía.
Algunas películas suyas fueron Against all Bods, Beauty and the Beast, Conflict, Dirty Pictures, Eleventh Commandment, Final Taboo, Inn of Sin, Making Ends Meet, Only the Best of Oral, Rare Starlet, Sextrology o Twenty Something.

## Premios y nominaciones
| Año  | Ceremonia   | Resultado | Premio                                      | Trabajo                              |
| ---- | ----------- | --------- | ------------------------------------------- | ------------------------------------ |
| 1988 | Premios AVN | Nominada  | Mejor actriz revelación                     | —                                    |
| 1989 | Premios AVN | Nominada  | Mejor actriz de reparto                     | Goin’ Down Slow                      |
| 1989 | Premios AVN | Nominada  | Mejor escena de sexo chico/chica (en vídeo) | Suzie Superstar—The Search Continues |